# القاهرة الجديدة
القاهرة الجديدة هي مدينة جديدة من مدن الجيل الثالث في مصر، تقع في محافظة القاهرة، وتتبع إدارياً لهيئة المجتمعات العمرانية الجديدة، أنشأت بقرار رئيس جمهورية مصر العربية رقم 191 لسنة 2000، وتعد من أكبر المدن الجديدة في مصر حيث تقدر مساحتها بحوالي 85 ألف فدان بعد أن تم إضافة مساحة 15 ألف فدان بالقرار الوزاري رقم  499 لسنه 2016، تتكوّن من عدة تجمعات سكنية أكبرهم التجمع الخامس إضافة إلى الرحاب والتجمع الأول والتجمع الثالث وغيرها. تقع المدينة في القوس الشرقي للقاهرة شرق الطريق الدائري في المسافة المحصورة بين طريق القاهرة - السويس الصحراوي وطريق القاهرة - العين السخنة. ومن المنتظر أن يصل عدد السكان بالمدينة إلى 4.9 مليون نسمة عند اكتمال نموها. ومناخ القاهرة الجديدة صحراوي، ونظراً لارتفاعها تتمتع القاهرة الجديدة بجو ألطف من القاهرة، وهي تقل عنها بخمس درجات مئوية تقريبا.

## المخطط العام

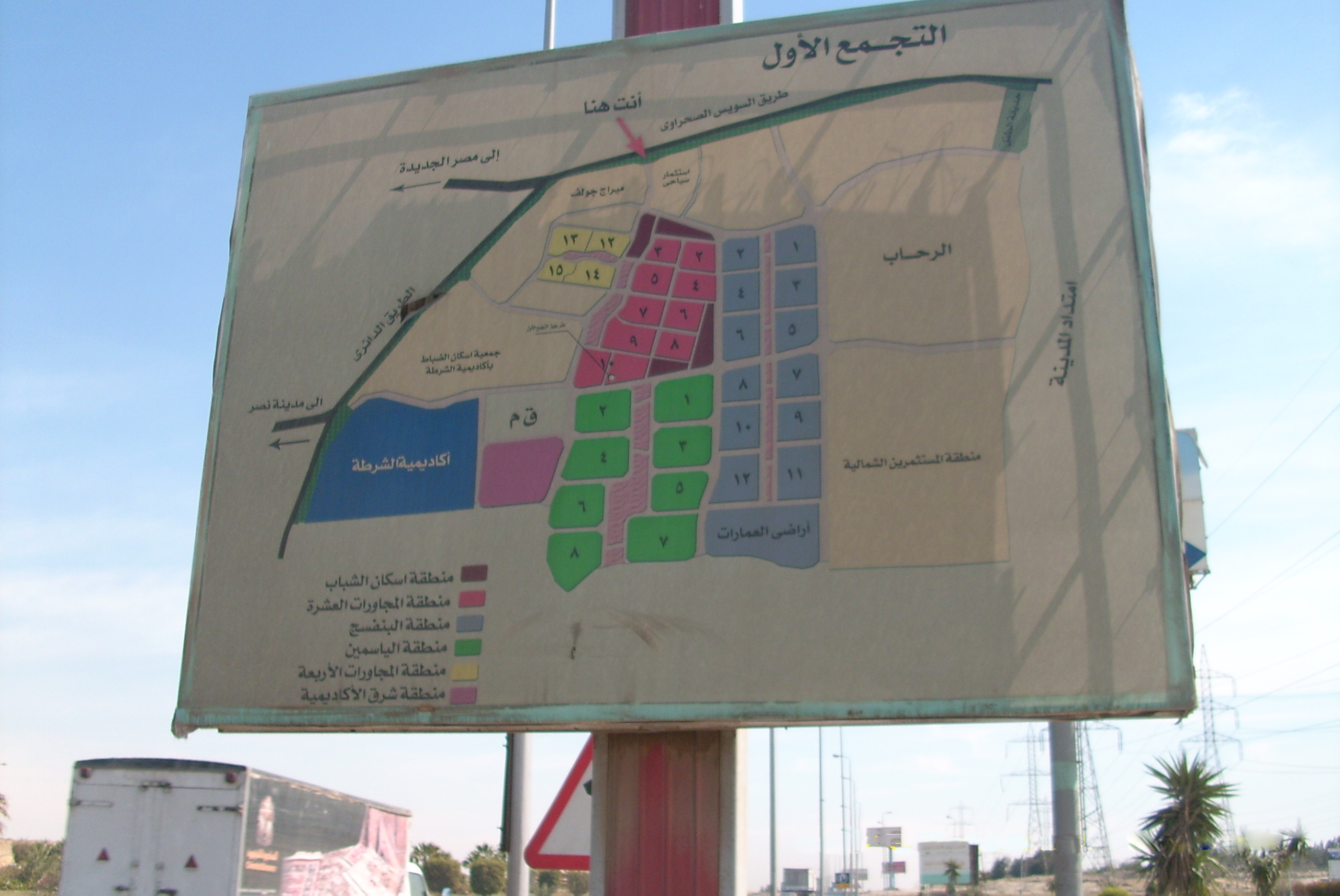
خريطة لجزء من القاهرة الجديدة.

دار مصر

تبلغ مساحة الكتلة العمرانية للمدينة 67 ألف فدان، وذلك من المساحة الإجمالية الأصلية التي تبلغ 70 ألف فدان.
تبلغ مساحة النشاط السكني للمدينة 43.4 ألف فدان مقسمة إلى مجموعة من الأحياء تشتمل على جميع مستويات الإسكان (اقتصادي – متوسط – فوق متوسط – فاخر).
توفر هيئة المجتمعات العمرانية الجديدة قطع الأراضي السكنية للأفراد، وللشركات الاستثمارية والمنتجعات السكنية، وكذلك لمشروعات مثل مشروع إسكان مبارك، ومشروع إسكان جمعية المستقبل، ومشروع الإسكان الحر ومشروع الإسكان العائلي، ومشروع بيت الوطن.
كما قامت الهيئة بإنشاء عدد 34845 وحدة سكنية منها عدد 21818 وحدة إسكان شباب ومستقبل، وقام القطاع غير الحكومي بإنشاء عدد 117687 وحدة سكنية.
كما تم إنشاء العديد من المجمعات السكنية المتكاملة خاصة بالتجمع الخامي مثل كمبوند آزار، وهايد بارك، والبوسكو سيتي، وماونتن فيو، وكمبوند سراي، وغيرها من المجمعات السكنية الفاخرة.

## الخدمات
تبلغ مساحة النشاط الخدمي 18.2 ألف فدان حيث يوفر التخطيط الحضري للمدينة قطع أراضي للخدمات المختلفة (تعليمية – صحية – ثقافية – دينية – ترفيهية – تجارية).

### الصحة
تضم مدينة القاهرة الجديدة العديد من المنشأت الطبية من أهمها:
- المستشفى الجوي التخصصي
- مستشفى القاهرة الجديدة التخصصي.
- مستشفى تبارك الدولي.
- مستشفى أهل مصر.
- مستشفى القطامية كلينيك.

### التعليم
تضم مدينة القاهرة الجديدة العديد من المنشآت التعليمية من أهمها:
- الجامعة الأمريكية بالقاهرة.
- الجامعة الألمانية بالقاهرة.
- الكلية الكندية الدولية.
- أكاديمية القاهرة الجديدة.
- جامعة المستقبل بمصر.
- أكاديمية الشرطة.
- مدرسة يابانية.

### الترفيه
العديد من مراكز الشباب والنوادي منها (نادي القاهرة الجديدة - ملاعب الجولف بمنتجع جولف القطامية - نادي القطامية ومنتجع سكاي (التابعين لشركة بتروسبورت أحد شركات قطاع البترول) - نادي الطيران - نادي الزهور - نادي بلاتينيوم - نادي كود - نادي لايف سبورت - نادي وادي دجلة).

## البنية التحتية

### الطرق والمواصلات
- تم تنفيذ شبكات طرق بطول 1178 كم.

ترتبط المدينة بالمدن الأخرى عن طريق
- خطوط أتوبيس (هيئة النقل العام القاهرة الكبرى) تربط المدينة بالعباسية وميدان السيدة عائشة ميدان التحرير وميدان رمسيس.
- سيارات نقل جماعي تربط المدينة بمدينة نصر.
- سيارات تابعة لمدينة الرحاب تربط المدينة بمترو أنفاق (سراي القبة – مدينة نصر).[4]

وترتبط المدينة داخليا عن طريق خطوط تابعة لمجلس أمناء المدينة لربط أحياء المدينة ببعضها. ومن المتوقع بعد الإنتهاء من مشروع العاصمة الإدارية الجديدة أن يكون هناك خطوط مواصلات مباشرة بين المدينة والعاصمة الإدارية من أهمها القطر الكهربائي الأحادي (المونوريل).

### مياه الشرب والصرف الصحي
- تتغذى المدينة بمياه الشرب من خلال محطة تنقية مياه مدينة العبور[12] بكمية مياه 260 ألف م3/يوم يزاد إلى 550 ألف م3/يوم.
- جاري عمل تصميمات بمحطة المياه النهائية بسعة 1.6 مليون م3/يوم.
- تم تنفيذ شبكات مياه بطول 1784.51 كم.[13]
- تم تنفيذ 3 محطات معالجة للصرف الصحي مدمجة بطاقـة 8 آلاف م3/يوم.
- جاري تنفيذ 1 برك أكسدة بتصرف قدرة 15 ألف م3/يوم.
- تم تنفيذ محطة معالجة ميكانيكية بطاقة 100 ألف م3, وجاري تطويرها لتصبح ذات معالجة ثلاثية وجاري طرح المرحلة الأولى من محطة المعالجة بطاقة 250 ألف م2/يوم من إجمالي طاقة 1.25 مليون م3/يوم.
- تم تنفيذ شبكات الصرف الصحي بطول 1148.57 كم.[13]

### الكهرباء والاتصالات
- تم تنفيذ شبكات كهرباء بطول 7415.57 كم.[13]
- تم تنفيذ شبكات اتصالات بطول 608 كم.[13]

## الصناعة
تبلغ مساحة النشاط الصناعي بالمدينة 1.2 ألف فدان، حيث تتمثل الأنشطة الصناعية بها في صناعات (هندسية وكهربائية - غذائية – خشبية وأثاث – بلاستيكية– ورقية – غزل ونسيج – مواد بناء – معدنية وميكانيكية – كيماوية وأدوية – ملابس جاهزة) كما تقوم هيئة (المجتمعات العمرانية الجديدة) بتوفير قطع أراضي صناعية وأراضي مخازن وورش صغيرة.

## معرض الصور

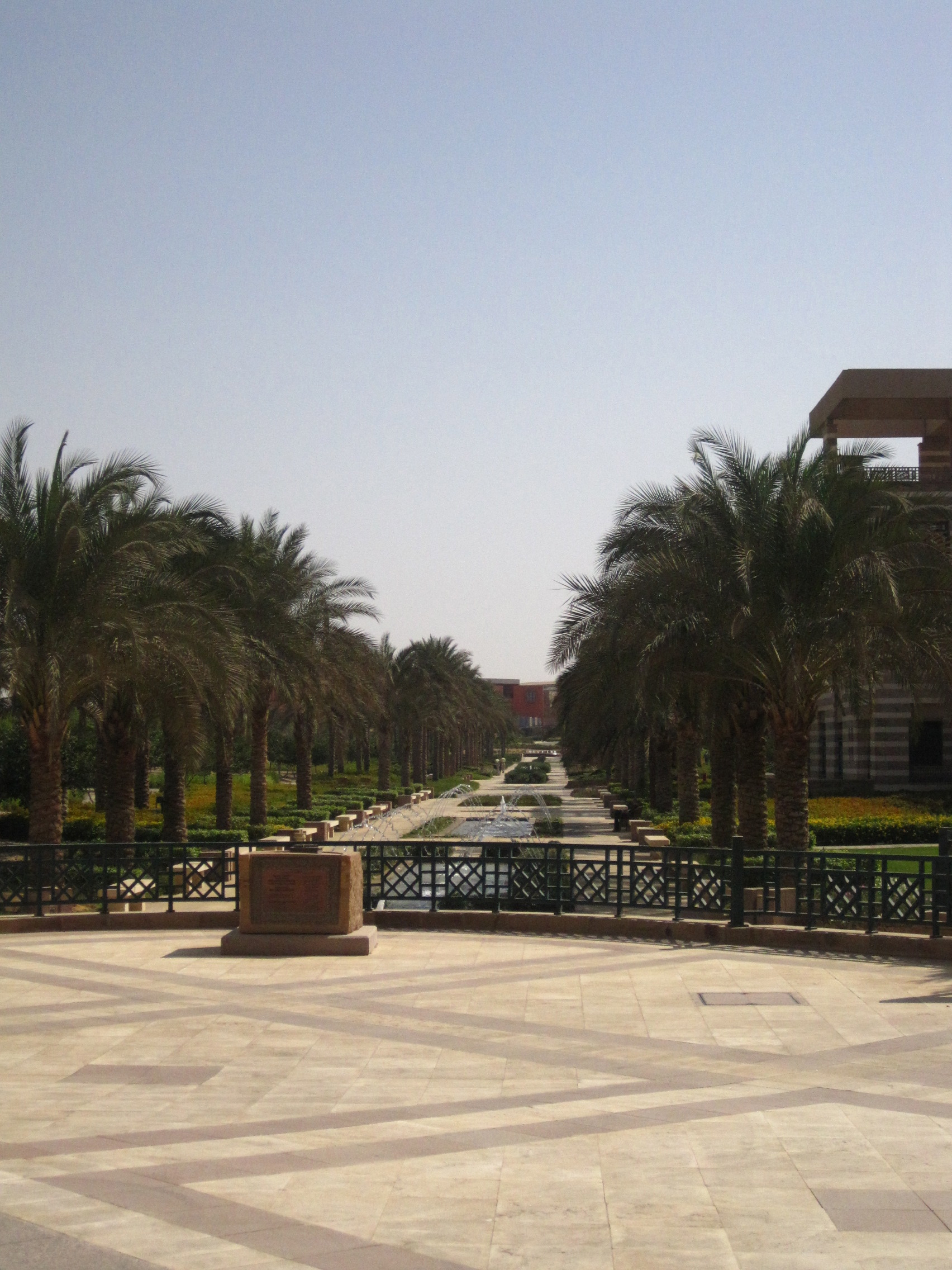
ممشى بالحرم الجديد للجامعة الأمريكية بالقاهرة
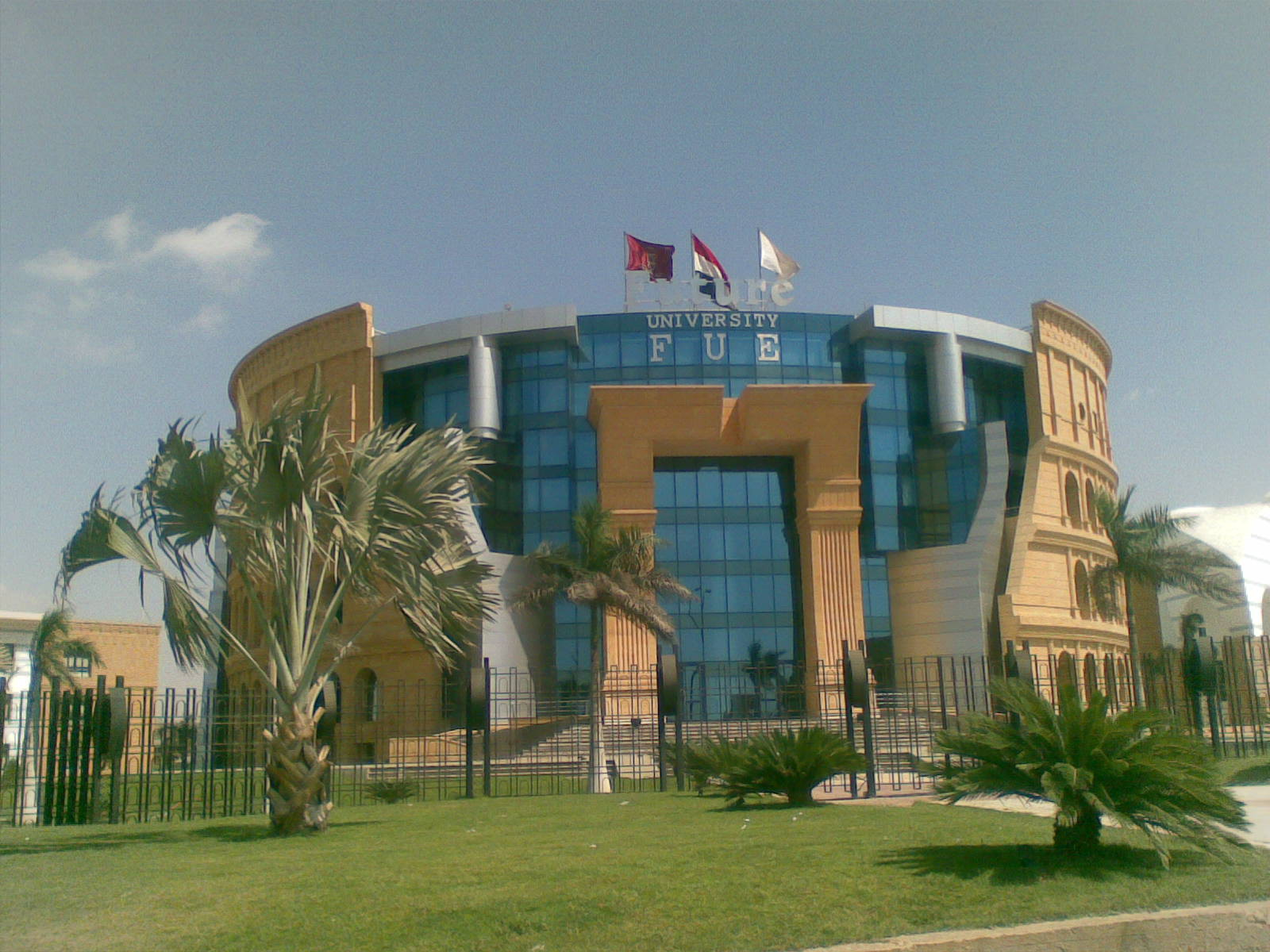
جامعة المستقبل بمصر
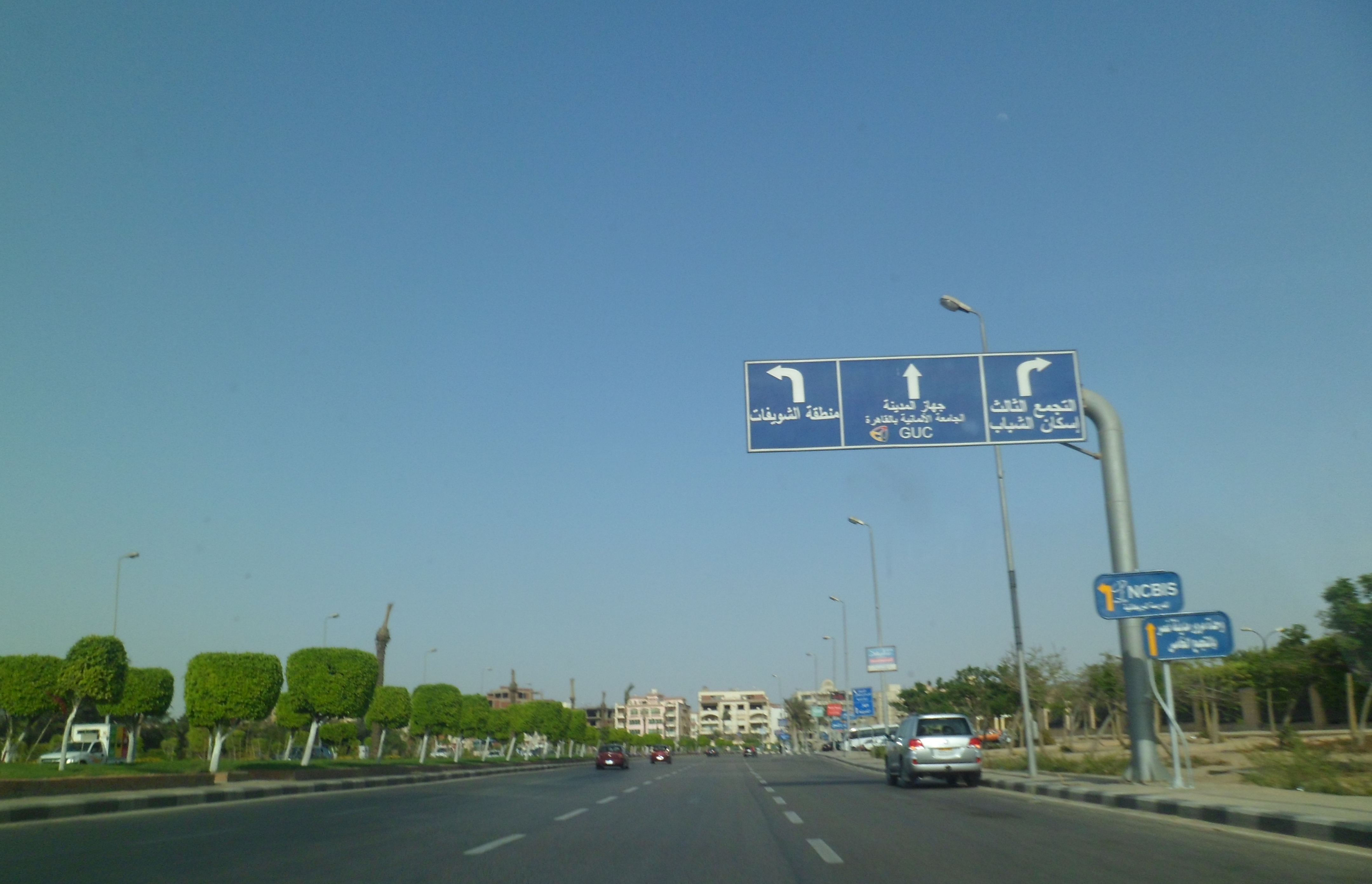
أحد الطرق الداخلية
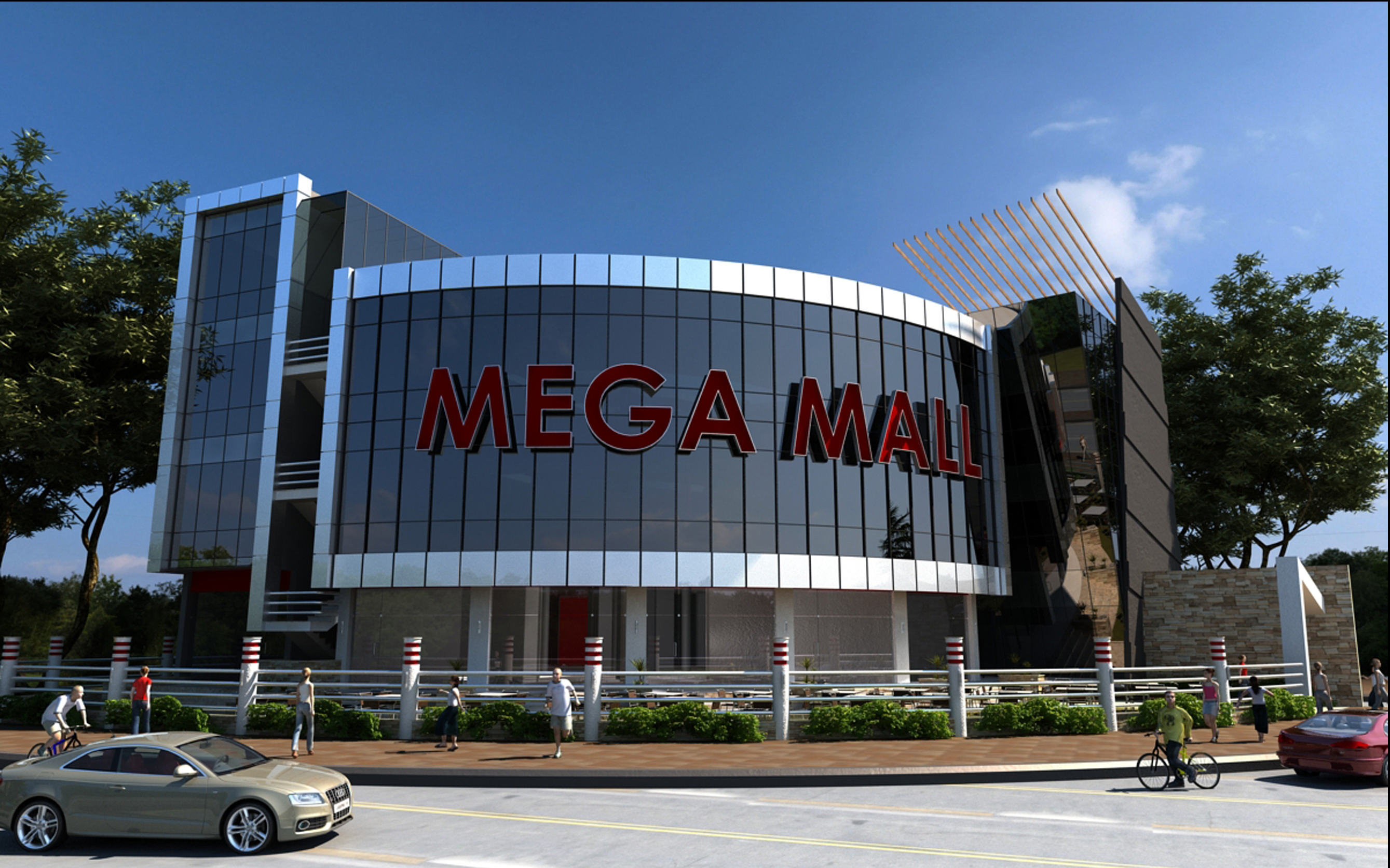
مول تجاري بالتجمع الخامس
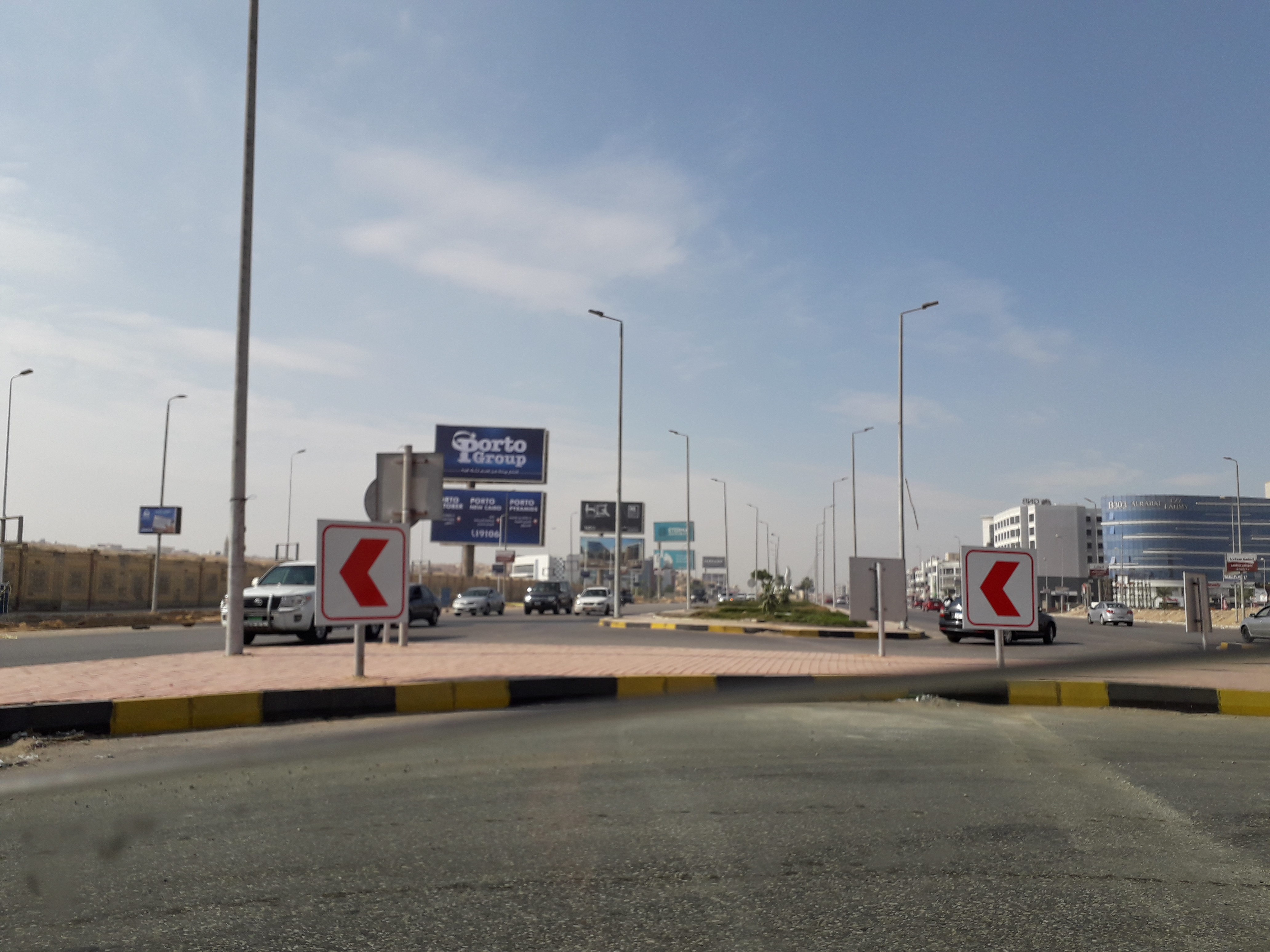
شارع التسعين بالتجمع الخامس
نادي الزهور